# George W. Malone

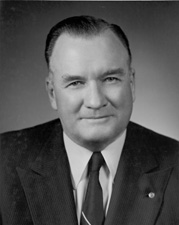
George W. Malone

George Wilson Malone, född 7 augusti 1890 i Fredonia, Kansas, död 19 maj 1961 i Washington, D.C., var en amerikansk republikansk politiker. Han representerade delstaten Nevada i USA:s senat 1947-1959.
Malone utexaminerades 1917 från University of Nevada, Reno. Han deltog sedan i första världskriget i fältartilleriet.
Malone efterträdde 1947 Edward P. Carville som senator för Nevada. Han omvaldes 1952 men besegrades av Howard Cannon i senatsvalet 1958.
Malone var frimurare. Han gravsattes på Arlingtonkyrkogården.